# Flamma
Flamma byl syrský gladiátor žijící v době Římské říše za vlády římského císaře Hadriana (117–138 n. l.). Byl jedním z nejslavnějších a nejúspěšnějších gladiátorů své doby. Bojoval 34krát a čtyřikrát získal rudius – možnost zvolit si důchod nebo svobodu, pokaždé odmítl a zůstal gladiátorem.

## Dějiny
Jak se Flamma ocitl v roli gladiátora, není známo. Mohl být revolučním Syřanem a účastnit se povstání Bar Kochby nebo být nespokojeným příslušníkem auxilia – pomocných sborů římské armády.
S největší pravděpodobností byl donucen jít do otroctví a poté do gladiátorské školy. Bojoval jako „pronásledovatel“ neboli sekutor, což byla třída těžce ozbrojených gladiátorů v Římě – bojovali gladiem, krátkým římským mečem a mohutným štítem. Latinsky se jim také říkalo contraretiarius („bojovník proti síti“) nebo contrarete („proti síti“), protože se specializovali na boj s retiariem ozbrojeným mimo trojzubce a dýky také sítí. Gladiátorům, pokud prokázali velké dovednosti a statečnost, byl přiznán důchod nebo svoboda – byli odměněni dřevěným obuškem zvaným rudius. Flamma získal rudius čtyřikrát, ale pokaždé odmítl svobodu a rozhodl se gladiátorem zůstat.
Počet zápasů, kterých se Flamma zúčastnil, je vyšší než u většiny gladiátorů. Mnozí z nich dosáhli nižšího počtu zápasů, jako například Purricina Iuvenus (ILS 5107), který bojoval pětkrát, nebo Glaukos z Modeny (ILS 5121), který bojoval sedmkrát. Flamma bojoval 34krát a 21 z nich vyhrál.
Na gladiátora také dosáhl vysokého věku – zemřel ve 30 letech, zatímco mnozí gladiátoři umírali ve věku kolem 20 let.

Jeho náhrobek na Sicílii obsahuje údaje o něm a v latině zní:
Flamma s[e]c(utor) vix(it) ann(os) XXX / pugna(vi)t XXXIIII vicit XXI / stans VIIII mis(sus) IIII nat(ione) Syrus / hui(c) Delicatus coarmio merenti fecit.
Delicatus
V překladu: „Flamma, sekutor, žil 30 let, bojoval 34krát, vyhrál 21krát, remizoval 9krát, milost získal 4krát, národností Syřan. Delicatus (gladiátor) vyhotovil pro svého zasloužilého spolubojovníka.“